# Mühlenstraße 8 (Stralsund)
Das Wohnhaus Mühlenstraße 8 in Stralsund ist ein denkmalgeschütztes Bauwerk in der Mühlenstraße.

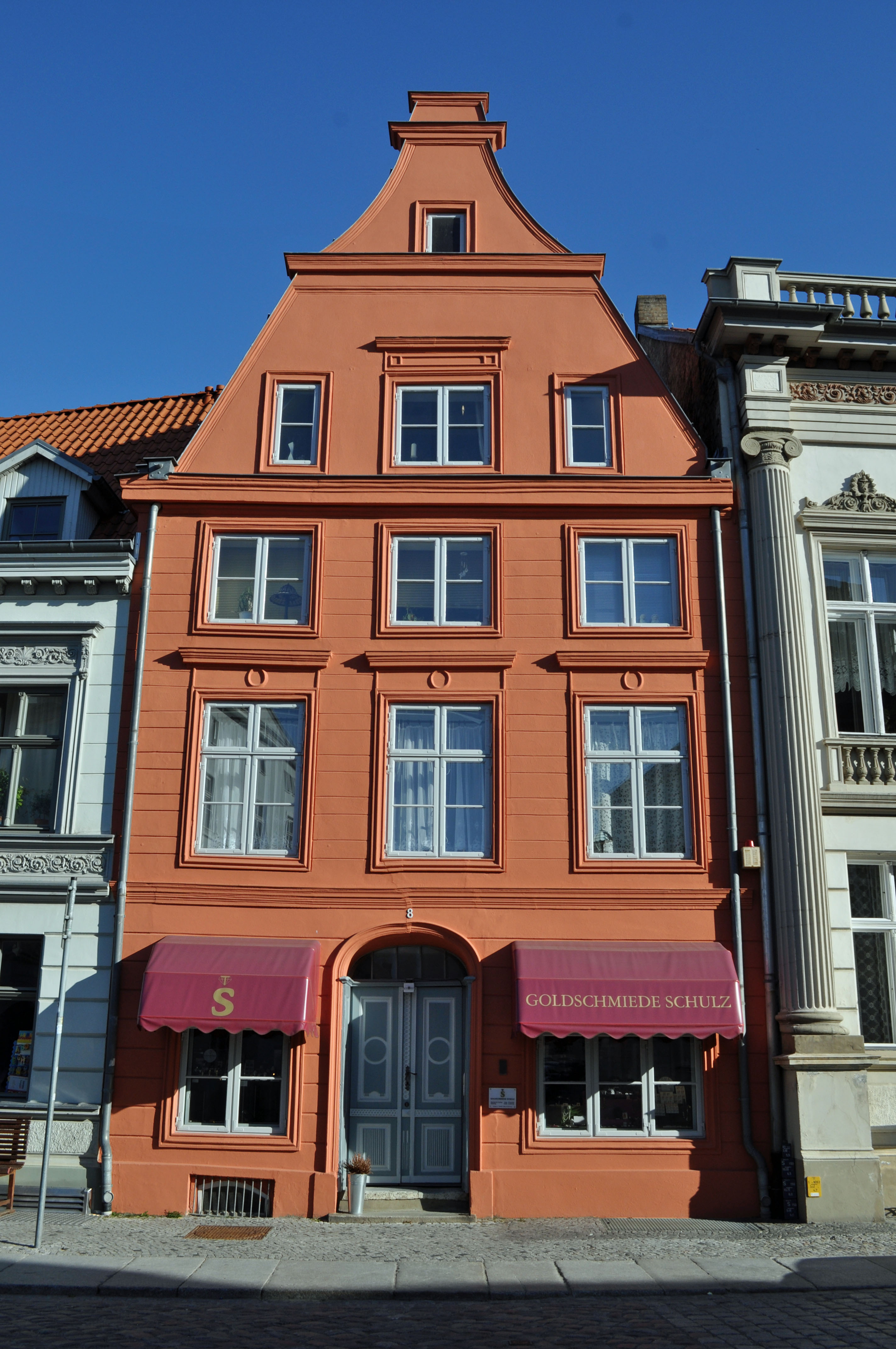
Haus Mühlenstraße 8 in Stralsund (2012)

Das dreigeschossige, dreiachsige Giebelhaus stammt im Kern aus dem 14. Jahrhundert. Im 17. Jahrhundert und Mitte des 19. Jahrhunderts wurde es umgestaltet. Ein Korbbogenportal mit geschnitzter Rokoko-Tür befindet sich mittig im genuteten Erdgeschoss. Der im oberen Teil geschweifte Dreiecksgiebel ist zweigeschossig ausgeführt.
Das Haus im Kerngebiet des von der UNESCO als Weltkulturerbe anerkannten Stadtgebietes des Kulturgutes „Historische Altstädte Stralsund und Wismar“ ist in die Liste der Baudenkmale in Stralsund eingetragen.